# Alexandre Warrain
Alexandre Warrain (8 septembre 1784 à Marseille - 24 octobre 1853 à Marseille) est un négociant, armateur, banquier et homme politique français.

## Biographie

### Négociant et armateur
Armateur à Marseille dans la maison « Warrain et Cie », Alexandre Warrain appartient à une famille de négociants marseillais d'origine suisse, importante notamment sous le Second Empire.
« Warrain et Cie » est en particulier active dans le négoce de produits agricoles et en relation d’affaires avec Camillo Cavour qui à l’époque (1847) commercialisait les produits de ses terres.

### Maire deMarseilleen août 1831
En 1831, Marseille n'avait plus de maire puisque Alexis-Joseph Rostand avait donné sa démission le 7 juillet. Par une ordonnance du roi Louis-Philippe du 25 août 1831, Alexandre Warrain était nommé maire de la ville de Marseille. Le choix de Warrain plut à la grande majorité des Marseillais d’après le Journal des débats politiques et littéraires. Warrain ne put accepter ces fonctions semble-t-il à cause de l’insuffisance de sa fortune et après avoir consulté ses amis, donna sa démission. Warrain refusa de même la députation.
Dans le Journal des débats daté du 3 septembre 1831 :
« On écrit de Marseille, 28 août 1831 : Hier 27 août, le télégraphe a annoncé la nomination de M. Warrain en remplacement de M. Rostand, maire de Marseille. M. Rostand avait donné sa démission le 7 juillet, lendemain du jour où, malgré ses efforts, le scrutin électoral avait été brisé. Sur la demande du conseil municipal, il consentit à continuer ses difficiles fonctions jusqu'au moment où la tranquillité serait rétablie. Le 18 juillet tout étant rentré dans l'ordre, il écrivit à M. le président du conseil pour lui demander un successeur. M. Rostand se retire environné de l'estime et des regrets bien mérités de tous ses concitoyens. Le choix de M. Warrain plaît à la grande majorité des habitants de Marseille. »
Il fut pendant de longues année président ou membre de nombreuses commissions relatives aux intérêts de Marseille : juge au Tribunal de commerce de Marseille de 1829 à 1833, membre de la commission des hôpitaux et hospices civils et militaires de 1831 à 1837, intendant de la santé publique en 1832 et renommé, en 1838, membre de la commission des prisons ...
Absent de Marseille en 1838 alors que le choléra y éclata, il s’empressa au début de l’invasion de se rendre à ses divers postes, soit aux hôpitaux, soit à l’intendance sanitaire et concourut par sa présence et son exemple à maintenir l’ordre et la régularité dans les services dont il était chargé.

### Conseiller général desBouches-du-Rhôneet président de laChambre de commerce de Marseille
Il est conseiller général des Bouches-du-Rhône dans le canton de Roquevaire de 1833 à 1839 et fait chevalier de la Légion d’honneur le 28 avril 1841.
Le 6 juin 1840, Alexandre Warrain, président-semainier de l’intendance sanitaire était invité avec quatre notables commerçants de Marseille (Lazare Luce, Joseph Ricard, Frédéric Pascal et Labattut de Raybaud) à se joindre à la députation de la chambre de commerce pour accueillir un prince du sang, le duc de Nemours, Louis d'Orléans . Avant son départ de Marseille, le prince demanda à revoir Warrain et le remercia avec effusion en lui offrant une tabatière en or avec son chiffre surmonté d’une couronne en diamants.
Le 30 juin 1843, toujours en sa qualité de Président semainier de l'assistance sanitaire, il accueille cette fois-ci le duc d'Aumale, Henri d’Orléans arrivé dans la rade de Marseille à bord de la frégate à vapeur l'Asmodée. Le prince l'invitera ainsi que le capitaine de la santé de Marseille à déjeuner à bord. 
De 1844 à 1845, Alexandre Warrain est élu président de la Chambre de commerce de Marseille.
En octobre 1846, il crée une maison de banque la Caisse commerciale de Marseille, Warrain, Decugis, Lauront et Cie.
Il est également administrateur de la Compagnie du chemin de fer de Lyon à Avignon (1845).

## Famille

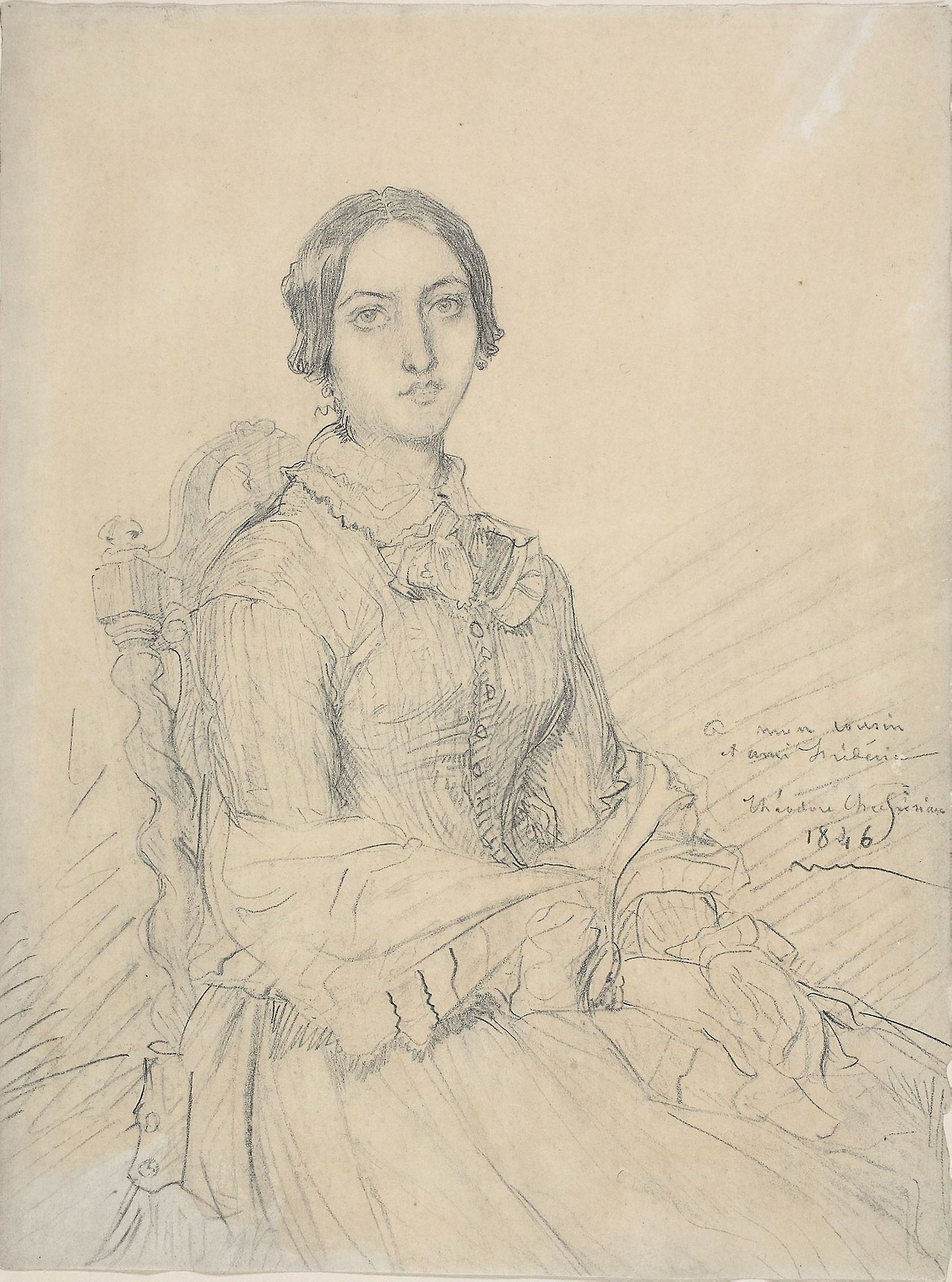
Portrait de sa fille, la baronne Joséphine Chassériau (par Théodore Chassériau, conservé au Chicago Art Institute)

Il épousa Marie-Thérèse Silvy, fille de Joseph Silvy et de Thérèse Henriette Aillaud, dont il eut plusieurs enfants :
- Philippe (1809-1881), négociant, marié à la fille du banquier Jean-Baptiste Vidal et de Thérèse Wollanck. Francis Warrain est son petit-fils.
- Anne, épouse de Jean-Pierre Bonnet, capitaine au long cours
- Paule, épouse de Remi Meekelenburg
- Maximin
- Joséphine, épouse du baron Charles Frédéric Chassériau, architecte en chef de la ville de Marseille, et mère du baron Arthur Chassériau. Un portrait de la baronne Chassériau exécuté par Théodore Chassériau en 1846 est aujourd'hui conservé à l'Art Institute of Chicago.

Les Warrain s'allièrent aux Fabre de Marseille grâce au mariage d'Yvonne Warrain puis de Suzanne Warrain avec Léon Cyprien-Fabre, fils de Cyprien Fabre, fondateur de la Maison de commerce C. Fabre & Cie et président de la Chambre de commerce de Marseille. On trouve au Musée d'Orsay un très beau portrait d'Arlette Warrain par Paul César Helleu.
En souvenir des Warrain, la flotte de la CMA CGM compte aujourd'hui un navire baptisé ANL WARRAIN construit en 2007 et long de 260 mètres. Le trois-mâts la Zelima de 24 mètres de long et construit à Bordeaux en 1817, appartenait à Édouard Warrain depuis 1833.

## Sources
- Histoire raisonnée du commerce de Marseille, appliquée aux développements des prospérités modernes, M. Fouque, 1843
- La Presse, 2 octobre 1843 et 4 juillet 1843